# Karshomyia peculiaris
Karshomyia peculiaris är en tvåvingeart som beskrevs av Dali Chandra 1997. Karshomyia peculiaris ingår i släktet Karshomyia och familjen gallmyggor.
Artens utbredningsområde är Tripura (Indien). Inga underarter finns listade i Catalogue of Life.